# Samuel Bollendorff
Samuel Bollendorff, né le 27 septembre 1974, est un photojournaliste et documentariste français. Il préside depuis 2009 le jury du Visa d'or de l'Information numérique franceinfo.

## Biographie
Samuel Bollendorff est diplômé de l'École nationale supérieure Louis-Lumière de Paris. Photographe de presse indépendant, il collabore pendant cinq ans au journal Libération. Basé à Paris, il est membre de l’agence L'Œil public, une des dernières agences françaises de photographie de presse indépendantes de 1999 à sa disparition en 2010. Ses archives sont gérées par l’agence VU.

## Publications

### Édition
Liste non exhaustive
- L’Œil public, quinze ans d’histoires : du photojournalisme à la photographie documentaire, Democratic Books, 2010  (ISBN 978-2361040079)
- À marche forcée, éditions Textuel
- Contaminations, préface de Jean-François Julliard, Greenpeace France, éditions E/P/A, Hachette, 2019[2],[3]
- Faiseur d'anges, Paris, Seuil, 2021, 176 p. (ISBN 9782021447118)[4]

### Documentaires
Liste non exhaustive
- 2002 : Ils venaient d’avoir 80 ans, MK2, 52 min
- 2006 : Cité dans le texte, Zadig productions, 52 min
- 2019 : Les détachés, production France 3,  Les films du Bilboquet, 52 min[5]

### Webdocumentaires
Liste non exhaustive
- 2009 : Voyage au bout du charbon, pour Le monde.fr, prix SCAM 2009 de lʼœuvre multimédia.
- 2009 : L'obésité est-elle une fatalité ?
- 2011 : A l'abri de rien, avec la Fondation Abbé Pierre[6]
- 2014 : Le Grand Incendie, Visa d’or du webdocumentaire, Perpignan.
- 2016 : La nuit tombe sur l'Europe, en collaboration avec Amnesty International [7]
- 2017 : La Parade
- 2019 : Contaminations, ou après moi le déluge[8]
- 2023 : Il était une fois dans l'est, avec Mehdi Ahoudig[9]

## Expositions
Liste non exhaustive
- 2004 : Silence Sida, Maison des métallos à Paris et Visa pour l’image, Perpignan,
- 2005 : État de lieux, avec Michaël Zumstein, Philippe Brault, Julien Daniel, Guillaume Herbaut, Johann Rousselot, Visa pour l'image, Perpignan[10].
- 2007 : À marche forcée, sur les oubliés du miracle économique chinois, Visa pour lʼimage[11].
- 2019 : Contaminations, Galerie Fait et Cause, Paris[2].
- 2019 : L’Europe du plastique (série photos)[12]
- 2022 : Frontaliers. Des vies en stéréo, avec Mehdi Ahoudig [13]

## Prix et récompenses
- 2009 : Prix de la Scam Nouvelles écritures pour Voyage au bout du charbon[14].
- 2011 : Prix Europa du documentaire pour son documentaire À l’abri de rien, Berlin.
- 2014 : Visa d'or du webdocumentaire pour Le Grand Incendie au festival Visa pour l'image, Perpignan.
- 2018: Etoile de la Scam pour La Parade[15].